# كلية الهندسة (جامعة أسوان)
كلية الهندسة جامعة أسوان أنشئت في عام 1995 في منطقة أبو الريش قبلى وبدأت الدراسة بها في العام الجامعى 1996/1995.

## التاريخ
في 23 ديسمبر 2021، استقبلت كلية الهندسة لجنة مركز ضمان الجودة والاعتماد بالجامعة في ضوء رؤية كلية الهندسة جامعة أسوان للانطلاق نحو  التطوير والتنمية بمختلف المجالات التعليمية والعلمية وذلك بهدف متابعة ملفات الجودة بالكلية ولمعرفة استعدادت كلية الهندسة لزيارة إعتماد برنامج مدنى خلال الفصل الدراسى الثانى للعام الجامعي 2021-2022 للارتقاء بالعملية التعليمية بكلية الهندسة.

## الأقسام
- قسم الهندسة الكهربية:
  - هندسة القوي والآلات الكهربية.
  - هندسة الإلكترونيات والاتصالات.
  - هندسة الحاسبات والنظم.
- قسم الهندسة المدنية.
- قسم الهندسة المعمارية.

## الدرجات العلمية
يقيد الطالب لدرجة البكالوريوس في الهندسة في إحدى الشعب العلمية إذا كان الطالب حاصلاً على شهادة الثانوية العامة بالقسم العلمي أو ما يعادلها طبقاً لشـروط قواعد القبول التي يحددها مكتب التنسيق وفقاً لقرات المجلس الأعلى للجامعات.
مدة الدراسة لنيل درجة البكالوريوس خمس سنوات دراسية تبدأ بسنة إعدادية عامة لجميع الطلاب ويكون التخصص بعد ذلك طبقاً لما هو وارد في جدول المقررات الدراسية.